# Holland's Got Talent (seizoen 7)
Het zevende seizoen van Holland's Got Talent, een Nederlandse talentenjacht, werd van 23 augustus 2014 tot 25 oktober 2014 uitgezonden door RTL 4. Dit seizoen wordt net als het vorige seizoen op zaterdagavond uitgezonden in tegenstelling tot vorige seizoenen die op vrijdagavond werden uitgezonden. Dit omdat in de periode van uitzenden op vrijdag al The Voice of Holland wordt uitgezonden.
De presentatie en jury blijft ongewijzigd bestaan uit Robert ten Brink, Gordon Heuckeroth, Dan Karaty en Chantal Janzen.

## Audities
De audities vonden plaats op 21, 22, 23, 24 en 25 juni in het Zwolse theater De Spiegel. Wederom kon iedereen die iets unieks heeft auditeren om de juryleden te bewijzen dat zij talent hebben. Vanuit die inschrijvingen werd er gekeken welke acts auditie mochten komen doen voor de juryleden. Deze acts maken kans op een plek in een van de vier halve finales. Daarnaast mogen de juryleden samen vier gouden tickets uitdelen. Wanneer de juryleden een gouden ticket uitdeelt, mag de betreffende kandidaat meteen door naar de liveshows. Hij hoeft zich dus niet in een tweede auditie te bewijzen.

## Finale (25 oktober)
- Gast optreden:
  - Amira Willighagen ft. Leona Lewis - A Moment Like This

## Kijkcijfers
| Show               | Datum             | Kijkcijfers | Plek | Bron  |
| ------------------ | ----------------- | ----------- | ---- | ----- |
| Auditie 1          | 23 augustus 2014  | 1.625.000   | 2    | [ 1 ] |
| Auditie 2          | 30 augustus 2014  | 1.520.000   | 2    | [ 2 ] |
| Auditie 3          | 6 september 2014  | 1.513.000   | 1    | [ 3 ] |
| Auditie 4          | 13 september 2014 | 1.635.000   | 2    | [ 4 ] |
| Auditie 5          | 20 september 2014 | 1.857.000   | 1    | [ 5 ] |
| Halve finale 1     | 27 september 2014 | 1.531.000   | 3    | [ 6 ] |
| Halve finale 2     | 4 oktober 2014    | 1.516.000   | 3    | [ 7 ] |
| Halve finale 3     | 11 oktober 2014   |             |      |       |
| Halve finale 4     | 18 oktober 2014   |             |      |       |
| Finale             | 25 oktober 2014   |             |      |       |
| Seizoensgemiddelde | 2014              |             |      |       |